# Rafał Brzoska
Rafał Piotr Brzoska (ur. 13 listopada 1977 w Raciborzu) – polski przedsiębiorca, menedżer, inwestor i mecenas start-upów, filantrop; założyciel i CEO  InPost  będącej częścią grupy grupy Integer.pl. Członek Corporate Connections Global,  PRB, Pracodawców RP, Business Centre Club, Konfederacji Lewiatan, przewodniczący Polskiej Rady Przedsiębiorczości i pomysłodawca inicjatywy „SprawdzaMY”. Konsul honorowy Republiki Łotwy. 

## Życiorys
Pochodzi z wioski Zawada Książęca koło Raciborza. Jest absolwentem I LO im. Kasprowicza w Raciborzu i krakowskiej Akademii Ekonomicznej.
Na III roku studiów  założył pierwszą firmę, która zajmowała się składaniem komputerów oraz projektowaniem stron WWW. W 1999 roku stworzył firmę Integer.pl, która początkowo zajmowała się dystrybucją ulotek w Krakowie, a potem działalnością na rynku pocztowym.   W 2006 założył przedsiębiorstwo InPost . W 2009 roku rozpoczął budowę sieci urządzeń Paczkomat® w Polsce.
W 2011 zadebiutował na liście najbogatszych Polaków. W 2021 zajął siódme miejsce na liście najbogatszych Polaków magazynu „Forbes”, z majątkiem wycenianym na 5,7 mld zł.
Spółka Rafała Brzoski, Rio Amsterdam, przejęła większościowe udziały w Bakalland. Po fuzji z Purella Superfoods w 2022 roku firma przyjęła nową nazwę – FoodWell. Brzoska i Marian Owerko posiadają w niej pakiet większościowy. 
Brzoska jest też współzałożycielem funduszy bValue VC i Inovo VC. Za ich pośrednictwem zainwestował m.in. w: SALESmanago, Tidio, RESPONSIBLE oraz Your KAYA, a także takie firmy  jak Party Deco.
Jest również znaczącym akcjonariuszem spółki CCC.

## Integer/InPost
W 2006 roku InPost rozpoczął działalność na polskim rynku pocztowym. W tym czasie Poczta Polska posiadała monopol na doręczanie przesyłek o masie poniżej 50 gramów, co obejmowało standardowe listy W celu obejścia istniejących regulacji i wejścia na rynek listowy, wprowadził koperty obciążone metalową blaszką o masie 50 gramów. Dzięki temu zabiegowi, przesyłki InPostu kwalifikowały się jako paczki, a nie listy objęte monopolem Poczty Polskiej. Do 2011 firma zdobyła około jednej trzeciej polskiego rynku pocztowego.
W 2014 roku Integer.pl i Polska Grupa Pocztowa (PGP) wygrały przetarg na obsługę korespondencji sądów i prokuratur pokonując Pocztę Polską.
W 2016 roku InPost zrezygnował z obsługi przesyłek listowych. Firma skoncentrowała się na dostarczaniu paczek dla e-commerce i rozwoju sieci punktów out-of-home.
W 2017 roku Advent International nabył większościowy pakiet akcji InPostu. To umożliwiło firmie ekspansję międzynarodową i wzmocnienie pozycji w Polsce.
W 2021 roku InPost zadebiutował na giełdzie w Amsterdamie. W tym samym roku firma przejęła Mondial Relay za 513 milionów euro. Dzięki tej akwizycji InPost wszedł na rynki: francuski, włoski, hiszpański oraz Beneluksu.
W 2023 roku InPost nabył 30% udziałów w Menzies Distribution Group Limited za 49,3 miliona funtów, a w 2024 roku nabył pozostałe 70% za 60,4 mln GBP. 
W kwietniu 2025 roku, InPost przejął firmę Yodel. W lipcu 2025 roku InPost sfinalizował przejęcie Sending, hiszpańskiego dostawcy usług kurierskich i fulfillment.

## Działalność charytatywna
W 2022 założył Rafał Brzoska Foundation, której celem jest finansowe i mentorskie wspieranie młodych utalentowanych osób. W ramach fundacji działa fundusz stypendialny, który oprócz wsparcia finansowego oferuje stypendystom opiekę mentorską w różnych dziedzinach.
W lutym 2022 razem z Omeną Mensah zaangażował się w pomoc Ukrainie po ataku Rosji. Zorganizowali „Konwój polskich serc”, czyli prywatny transport pomocy humanitarnej dla ludności cywilnej, której w ramach akcji przekazali m.in.: ok. 500 ton żywności, lekarstwa, śpiwory i artykuły chemiczne.
W 2022 razem z Omeną Mensah wsparł akcję Fundacji „Wolne Miejsce” pod hasłem „Wigilia dla Samotnych”, fundując 2,5 tys. posiłków i 300 zabawek dla dzieci oraz kupując ponad 10 tys. śpiworów dla noclegowni w całej Polsce.
W 2024 roku, w odpowiedzi na powódź na Dolnym Śląsku, Brzoska zainicjował akcję „Przedsiębiorcy dla Powodzian”, która zgromadziła ponad 123 miliony złotych na pomoc poszkodowanym. W ramach tej inicjatywy powstanie  osiedle 28 domów w Stroniu Śląskim dla najbardziej potrzebujących rodzin.
Założył też Fundusz Stypendialny Fundacji Rafała Brzoski, który  pomaga młodym ludziom studiować na najlepszych uczelniach na świecie. Do 2025 roku  fundacja wsparła  ponad 80 stypendystów, którzy kształcą się na 34 uniwersytetach w 15 krajach, m.in. na Yale, Cambridge, MIT oraz Oxford.
Wraz z żoną Omena Mensah jest też  inicjatorem Wielkiej Aukcji Charytatywnej TOP CHARITY. Kwoty uzyskane z dotychczasowych aukcji wynoszą:
- 2022: zebrano blisko 2 mln euro[56]
- 2023: ponad 6,5 mln euro[57]
- 2024: ponad 11 mln euro[58]
- 2025: ponad 14 mln euro[59]

30% środków zebranych w ramach TOP CHARITY trafia do Konsorcjum Filantropijnego, które każdego roku wspiera realizację projektów  różnych fundacji.

## Życie prywatne
Interesuje się lotnictwem wojskowym i sportami ekstremalnymi.
Zawarł małżeństwo z Anną Izydorek, z którą ma dwie córki. Po rozwodzie poślubił w 2019 dziennikarkę i działaczkę społeczną Omenę Mensah, z którą ma syna.

## Kontrowersje
W 2021 dziennikarze „Gazety Wyborczej" opisali transakcje, które sugerują, że Brzoska wykorzystywał spółki zarejestrowane na Cyprze do transferowania majątku za granicę i unikania płacenia podatków. Dziennikarze poinformowali również o wykorzystaniu usług kancelarii Demetriades LLC do ukrywania transakcji przed rosyjskimi służbami podatkowymi. Brzoska w oficjalnym oświadczeniu oskarżył „Gazetę Wyborczą” o „brak rzetelności dziennikarskiej” i poinformował, że wszelkie środki finansowe zostały pozyskane na rozwój InPostu na rynku rosyjskim. W październiku 2021 roku Gazeta Wyborcza wycofała  się z wszystkich tez artykułu i opublikowała przeprosiny wobec Rafała Brzoski na drugiej stronie dziennika i w Wyborcza.pl.

## Książki
Autor i współautor książek:
- Jutro w Nowym Jorku. Rafał Brzoska o sobie i swoim biznesie – wywiad-rzeka, który z Rafałem Brzoską przeprowadził dziennikarz Paweł Oksanowicz, Wydawnictwo Naukowe PWN, styczeń 2015, ISBN 978-83-01-18450-6.
- współautor „Biblia e-biznesu 2”, 2016[70].

## Nagrody i wyróżnienia
- 2008 – Laureat tytułu Managera Roku w konkursie Laury Magellana organizowanym przez Korporację Absolwentów Akademii Ekonomicznej w Krakowie oraz udział w finale rankingu Przedsiębiorca Roku 2008[71],
- 2009 – Manager Roku za zasługi w przełamywaniu monopolu Poczty Polskiej oraz za osiągnięcia menedżerskie, [72],
- 2013 – Nagroda Polskiej Rady Biznesu im. Jana Wejcherta za osiągnięcia w biznesie[73],
- 2014 – dołączył do grona programu „25/25. Młodzi liderzy na start”, odbywającego się pod patronatem Władysława Kosiniaka-Kamysza – Ministra Pracy i Polityki Społecznej[74],
- 2015 – Nagroda „Top Menedżer 2015 roku” magazynu Bloomberg Businessweek Polska[75],
- 2021 – SuperWektor 2021 - wyróżnienie przyznane przez Pracodawców Rzeczypospolitej Polskiej[76],
- 2021 – nagrody PECUNIA Polskiej Izby Biznesowej we Włoszech[77],
- 2021 – EY Przedsiębiorca Roku - nagroda przyznana za wybitne osiągnięcia w działalności biznesowej[78][79],
- 2022 – Brązowy BohaterON w kategorii „NAUCZYCIEL”; nagroda otrzymana wspólnie z Omeną Mensah za zaangażowanie w działalność filantropijną  i pomoc Ukrainie[80][81],
- 2022- Krzyż Niepodległości I klasy z Gwiazdą (NSZZ Policjantów)[82]
- 2023 – Złote Spinacze 2023 – nagroda otrzymana wspólnie z Omenaa Mensah za pomoc Ukrainie[83]
- 2025 – Masters&Robots Awards 2025 – tytuł „Masters of Future-Proof  Leadership” za wizjonerskie przywództwo i innowacyjność[84].

## Odznaczenia
- 2022 – Krzyż Niepodległości I klasy z Gwiazdą (NSZZ Policjantów) (2022)[85].
- 2023 – Krzyż Kawalerski Orderu Odrodzenia Polski (2022) - przyznany przez prezydenta Andrzeja Dudę za wybitne zasługi dla rozwoju polskiej gospodarki oraz działalność społeczną i charytatywną[86][87].